# Загадайлов Федір Михайлович
Федір Михайлович Загадайлов (26 травня 1924, місто Дубоссари, тепер Придністров'я, Молдова — ?) — молдавський радянський діяч, голова Партійної комісії при ЦК КП Молдавії. Кандидат у члени ЦК КП Молдавії в 1971—1973 роках. Член ЦК КП Молдавії в 1973—1986 роках. Депутат Верховної Ради Молдавської РСР 9—11-го скликань.

## Біографія
Народився в селянській родині.
У 1944—1945 роках — у Радянській армії, учасник німецько-радянської війни.
У 1945—1950 роках — завідувач початкової школи села Афанасіївка Дубоссарського району; вчитель семирічної школи села Лунга Дубоссарського району; директор семирічної школи села Ульма Котовського району Молдавської РСР.
Член ВКП(б) з 1949 року.
У 1950—1953 роках — інструктор Котовського районного комітету КП(б) Молдавії; інструктор відділу шкіл Кишинівського окружного комітету КП Молдавії. З 1953 року — інструктор відділу шкіл Кишинівського міського комітету КП Молдавії.
У 1957 році закінчив Кишинівський державний педагогічний інститут імені Крянге.
У 1959—1962 роках — інструктор відділу науки, шкіл та культури ЦК КП Молдавії.
У 1962—1964 роках — слухач Вищої партійної школи при ЦК КПРС у Москві.
У 1964—1965 роках — інструктор відділу науки, шкіл та культури ЦК КП Молдавії.
У 1965—1967 роках — 2-й секретар, у 1967—1973 роках — 1-й секретар Фрунзенського районного комітету КП Молдавії міста Кишинева.
У 1973—1985 роках — голова Партійної комісії при ЦК КП Молдавії.
Подальша доля невідома.

## Нагороди
- орден Трудового Червоного Прапора
- орден «Знак Пошани»
- орден Слави ІІІ ст.
- медалі